# Alles klar
Alles klar är den tyske pop-/schlagersångaren Matthias Reims femte soloalbum, utgivet i september 1995 på Polydor och i remastrad version på Sony 2016.
Alles klar är det första och enda av Reims album som inte tagit sig in på topplistorna i Tyskland, Österrike och/eller Schweiz.
Titelspåret, och "Gib' dein Herz um keine Krone" släpptes som singlar.

## Låtlista
1. "Wenn die Liebe geht" – 3:51
2. "Alles klar" – 3:53
3. "Ich will" – 3:42
4. "Gib' dein Herz um keine Krone" – 3:30
5. "Ist das Liebe?" (med Annie Moore) – 3:36
6. "Bleib' noch hier" – 3:58
7. "Winter" – 4:02
8. "Tina geht tanzen" – 3:32
9. "Zeit" – 5:03
10. "Jetzt tut's mir so leid" – 3:47

## Medverkande
Musiker
- Matthias Reim – sång, gitarr, basgitarr, keyboard, piano
- Ossi Schaller – gitarr
- Sam R. Petitjean – trummor, trumprogrammering
- Frank Itt – basgitarr, trummor, trumprogrammering
- Curt Cress – trummor
- Christoph Brüx – keyboard, keyboardprogrammering
- Chris Weller – keyboard
- Günther Gebauer – basgitarr
- Nils Tuxen – steelgitarr
- Annie Moore – körsång
- Karen Raymond – körsång
- Thomas Wellnowski – körsång
- Bimey Oberreit – körsång
- Peter Bischof – körsång

Produktion
- Matthias Reim – producent, inspelningstekniker, text, musik, arrangemang
- Harald Steinhauser – producent
- Christoph Brüx – producent, arrangemang
- Frank Itt – arrangemang
- Alex Catarinelli – inspelningstekniker
- Helmuth Kroll – inspelningstekniker
- J. Quincy Kramer – mastering
- Axel Siebmann – foto